# Liste der Baudenkmäler im Wuppertaler Wohnquartier Beek
Die Liste der Baudenkmäler im Wuppertaler Wohnquartier Beek enthält die denkmalgeschützten Bauwerke auf dem Gebiet von Wuppertal-Beek in Nordrhein-Westfalen (Stand: November 2011). Diese Baudenkmäler sind in der Denkmalliste der Stadt Wuppertal eingetragen; Grundlage für die Aufnahme ist das Denkmalschutzgesetz Nordrhein-Westfalen (DSchG NRW).

## Auszug aus der Denkmalliste

### Eingetragene Baudenkmäler
| Bild              | Bezeichnung       | Lage                               | Beschreibung                                                      | Bauzeit                     | Eingetragen seit   | Denkmal- nummer |
| ----------------- | ----------------- | ---------------------------------- | ----------------------------------------------------------------- | --------------------------- | ------------------ | --------------- |
| weitere Bilder    | Stallgebäude      | Beek In der Beek Karte             | eine D-Nummer mit den Wohnhäusern In der Beek 31 und 33           | ca. 1880                    | 7. Juli 1992       | 2300            |
| weitere Bilder    | Wohnhaus          | Beek In der Beek 31 Karte          | Hof Beek, eine D-Nummer mit In der Beek 33                        | ca. 1760                    | 7. Juli 1992       | 2300 Wikidata   |
| weitere Bilder    | Wohnhaus          | Beek In der Beek 33 Karte          | Hof Beek, eine D-Nummer mit In der Beek 31                        | 1778                        | 7. Juli 1992       | 2300 Wikidata   |
| Gaststättentresen | Gaststättentresen | Beek In der Beek 163 Karte         | Schutzumfang: Gaststättentresen                                   | 1907                        | 26. April 2001     | 4158            |
| weitere Bilder    | Villa             | Beek Katernberger Straße 180 Karte |                                                                   | 1923                        | 24. Februar 1993   | 2779            |
| weitere Bilder    | Wohnhaus          | Beek Katernberger Straße 257 Karte |                                                                   | zwischen 1890 und 1895      | 16. Juli 1996      | 3971            |
| weitere Bilder    | Wohnhaus          | Beek Nüller Straße 81 Karte        |                                                                   | 1900                        | 12. März 1996      | 3763            |
| weitere Bilder    | Wohnhaus          | Beek Nüller Straße 83 Karte        |                                                                   | 1903                        | 27. Oktober 1995   | 3764            |
| weitere Bilder    | Wohnhaus          | Beek Nüller Straße 85 Karte        |                                                                   | um 1900                     | 25. Oktober 1985   | 631             |
| weitere Bilder    | Wohnhaus          | Beek Nüller Straße 87 Karte        |                                                                   | 1899                        | 12. Oktober 1995   | 3755            |
| weitere Bilder    | Wohnhaus          | Beek Nüller Straße 89 Karte        |                                                                   | 1899                        | 12. Oktober 1995   | 3754            |
| weitere Bilder    | Wohnhaus          | Beek Nüller Straße 91 Karte        |                                                                   | 1897                        | 12. Oktober 1995   | 3756            |
| weitere Bilder    | Wohnhaus          | Beek Nüller Straße 93 Karte        |                                                                   | spätes 19. Jahrhunderts     | 7. Dezember 1987   | 1217            |
| weitere Bilder    | Wohnhaus          | Beek Nüller Straße 137 Karte       |                                                                   |                             | 14. März 1991      | 1882            |
| weitere Bilder    | Wohnhaus          | Beek Nüller Straße 139 Karte       |                                                                   | 1901/02                     | 15. Juli 1992      | 2317            |
| weitere Bilder    | Wohnhaus          | Beek Nüller Straße 141 Karte       |                                                                   | gründerzeitlich             | 2. September 1985  | 568             |
| weitere Bilder    | Wohnhaus          | Beek Nüller Straße 145 Karte       |                                                                   | 1902                        | 9. November 1993   | 3173            |
| weitere Bilder    | Villa             | Beek Nüller Straße 155 Karte       |                                                                   | 1926                        | 19. September 1996 | 4024            |
| weitere Bilder    |                   | Beek Nüller Straße 160 Karte       |                                                                   | 1925/1926                   | 19. September 1996 | 4025            |
| weitere Bilder    | Wohnhaus          | Beek Nüller Straße 163 Karte       | eine D-Nummer mit Nüller Straße 165                               | 1900                        | 27. September 1988 | 1473            |
| weitere Bilder    | Wohnhaus          | Beek Nüller Straße 165 Karte       | eine D-Nummer mit Nüller Straße 163                               | 1900                        | 27. September 1988 | 1473            |
| weitere Bilder    | Wohnhaus          | Beek Pahlkestraße 141 Karte        | Eine D-Nummer mit der Scheune auf dem Grundstück Pahlkestraße 141 | Anfang des 18. Jahrhunderts | 7. August 1996     | 3976            |
| weitere Bilder    | Scheune           | Beek Pahlkestraße 141 Karte        | Eine D-Nummer mit dem Wohnhaus auf der Pahlkestraße 141           | Anfang des 18. Jahrhunderts | 7. August 1996     | 3976            |